# Henry Mill
Henry Mill (c. 1683-1771) foi um inventor inglês.
Henry patenteou a primeira máquina de escrever em 1714. Ele trabalhou como engenheiro de distribuição de água para o rio de Nova Empresa, e apresentou duas patentes durante sua vida. Um deles foi por uma mola treinador, enquanto o outro foi para uma "Máquina para transcrever cartas". A máquina que ele inventou aparece, a partir da patente, ter sido semelhante a uma máquina de escrever, mas nada mais se sabe. Outros desenvolvedores precoces de máquinas de datilografia incluem Pellegrino Turri. Muitas dessas máquinas mais antigas, incluindo Turri, foram desenvolvidos para permitir que os cegos a escrever.